# Claudius Cantiuncula
Claudius (Claude Chansonet, Chansonnette) Cantiuncula (* zwischen 1490 und 1499 in Metz; † Anfang Oktober 1549 in Ensisheim) war ein Rechtsgelehrter. Er gilt als bedeutender Kritiker mittelalterlicher Rechtsautoritäten und hatte bedeutenden Anteil an der wissenschaftlichen Überarbeitung von Stadtrechten und der Reform des zeitgenössischen europäischen Rechtsstudiums.

## Leben und Wirken
Claudius Cantiuncula war der Sohn eines Apostolischen Notars und bischöflichen Sekretärs, der in Metz tätig war. Er erhielt eine Ausbildung in Löwen und vermutlich Leipzig und ging 1517 nach Basel. Nach der Promotion im Jahr 1519 ernannte ihn die Basler Universität zwei Jahre später zum Ordinarius Legum und Rektor.
Cantiuncula galt als repräsentativer Vertreter der humanistischen Jurisprudenz und folgte den Ansichten Andrea Alciatos und Ulrich Zasius’. Er pflegte persönliche Kontakte mit Heinrich Cornelius Agrippa von Nettesheim, Erasmus von Rotterdam, Bonifacius Amerbach und Johannes Ludwig Brassicanus, mit denen er auch schriftlich korrespondierte. Seine frühen Werken über die Reform der juristischen Methode lassen Einflüsse von Melanchthon erkennen.
Neben den Arbeiten an der Universität wirkte Cantiuncula bis 1524 als Ratssyndikus in Basel. Als Gegner der Reformation ging er danach nach Metz. Anschließend arbeitete er bis 1531 für den Kaiser und besuchte in dessen Auftrag 1525 Vic und 1528/29 Spanien. 1532 ging er als Referens extraordinarius zum Reichskammergericht in Speyer. Von 1531 bis 1541 hatte er eine Stelle als Titularprofessor in Wien, hielt sich aber während dieser Zeit immer auf Gesandtschaftsreisen in Tirol, Sachsen, Preußen, Böhmen und Frankreich auf. Ab 1542 hatte er als Kanzler der Regierung Vorderösterreichs seinen Wohnsitz in Ensisheim.
In späteren Lebensjahren verfasste Catiuncula bekannte Gutachten für die Kinder Franz von Sickingens und über mögliche Optimierungen des Stadtrechts von Nürnberg.